# Бијатрис Страјт
Бијатрис Витни Стрејт (енгл. Beatrice Straight; Олд Вестбери, 2. август 1914 — Лос Анђелес, 7. април 2001) била је америчка позоришна, филмска и телевизијска глумица и чланица угледне породице Витни. Била је добитница Оскара и награде Тони, а такође је била номинована за награду Еми.
Глумачки почеци јој се везују за Бродвеј где 1953 године добија и Тони награду за најбољу споредну глумицу у представи за улогу Елизабет Проктор у представи "Вештице из Салема" Артура Милера.
За сатирични филм ТВ мрежа (1976) освојила је Оскара за најбољу споредну глумицу. Њена изведба је најкраћа која је икада освојила Оскара за глуму, са пет минута и две секунде пред екраном.
Бијатриса је такође била препознатљива као докторке Леш у Полтергајсту.
Поред позоришта и филма, имала је и веома запажен допринос на телевизији.

## Филмографија
| Улоге Бијатрис Страјт |                        |               |                                |                                 |
| Година                | Српски назив           | Изворни назив | Улога                          | Напомена                        |
| 1952.                 | Странац је телефонирао |               | Claire Fortness                |                                 |
| 1956.                 |                        |               | Nancy Staples                  |                                 |
| 1956.                 |                        |               | Theora                         |                                 |
| 1959.                 | Прича о калуђерици     |               | Mother Christophe (Sanatorium) |                                 |
| 1964.                 |                        |               | Mrs. Burns                     |                                 |
| 1973.                 |                        |               | Mrs. Sheridan                  |                                 |
| 1976.                 | ТВ мрежа               |               | Louise Schumacher              | Оскар за најбољу споредну улогу |
| 1979.                 |                        |               | Marion Hillyard                |                                 |
| 1979.                 | Крвне везе             |               | Kate Erling                    |                                 |
| 1980.                 | Формула                | The Formula   | Kay Neeley                     |                                 |
| 1981.                 | Бескрајна љубав        |               | Rose Axelrod                   |                                 |
| 1982.                 | Полтергајст            |               | Dr. Lesh                       |                                 |
| 1983.                 | Последња шанса         |               | Ruth                           |                                 |
| 1986.                 | Моћ                    |               | Claire Hastings                |                                 |
| 1991.                 |                        |               | Adrienne's Mother              | последња улога на филму         |